# Виљушка
Виљушка је прибор за јело или кухињска алатка. Састоји се од ручке и зубаца који служе за набадање хране. Најчешће су од лаког метала, дужине до 20 цм, са украшеном ручком и са два до четири зупца. Дужина виљушке, број зубаца, материјал од кога је направљена зависе од намјене виљушке. Тако се разликују виљушке којима се једу различите врсте меса, морски плодови, тијеста, разне врсте воћа и поврћа, салате, десерти, сладоледи, али и виљушке које се користе у припреми хране у кухињи или на роштиљу. Развијена је комбинација виљушке са кашиком — спорк, као и комбинација са кашиком и ножем — спорф.
Храна исјечена ножем који је у десној руци у уста се уноси виљушком која се држи у лијевој руци.

## Историја виљушке
Прве виљушке су забиљежене у старом Египту и кориштене су као кухињске алатке, а не као прибор за јело. Пронађени су остаци виљушака од костију у гробницама владара у Кини. Коштане виљушке су нађене на археолошким локацијама из бронзаног доба Ћиђа културе (2400–1900. п. н. е.), династије Шанг (c. 1600–c. 1050. п. н. е.), као и каснијих кинеских династија. Каменорез из гробнице у источном Хану (у Та-куа-љанг, Суејде округ, Шенси) приказују три висеће двокраке виљушке у сцени ручавања. Сличне виљушке су приказане и поврх пећи у призору из још једне гробнице источног Хана.
Према Библији, виљушке су кориштене приликом жртвовања животиња код Јевреја. Виљушке из старе Грчке су биле поприлично дуге и имале су два зупца помоћу којих се узимало јело. У Римском царству, бронзане и сребрне виљушке су кориштене, и многи преживели узорци су приказани у музејима широм Европе. Употреба је варирала у складу са локалним обичајима, друштвеном класом, и типом хране. У ранијим периодима су виљушке биле углавном кориштене као прибор за кување и послуживање. У Византији су виљушке биле у широј употреби већ у 4. вијеку. Записи показују да је до 9. века у неким елитним круговима Персије сличан прибор познат као барјун кориштен у извесној мери.
На Средњем истоку су се почеле користити у 7. вијеку на гозбама на дворовима, а у широку употребу су ушле у 10. вијеку. Те виљушке су најчешће имале два зупца и прављене су од бронзе.
У Италију су донесене у 11. вијеку, али су у потпуности заживјеле тек у 16. вијеку. Разлог спорог прихватања виљушке је што је Римокатоличка црква прогласила тај предмет за ђавољи. Према легенди, виљушку је у Италију донијела византијска принцеза Марија Аргиропулина која се почетком 11. вијека удала за млетачког дужда Јована Орсеола. У овом браку, склопљеном ради мира Византије и Венеције, Марија је понијела богат мираз у коме се налазила и златна виљушка.
До Француза је виљушка дошла 1533. године након вјенчања Катарине Медичи и будућег француског краља Анрија II, али је прошло доста времена и док се почела редовно користити током јела. Виљушка се и по осталим европским дворовима ширила такође често путем краљевских вјенчања у 15., 16. и 17. вијеку. Тако је у Русију виљушку донијела пољска принцеза Марина Мнишек када се 1606. удала за руског цара Лажног Димитрија.
У западној Европи је виљушка спорије усвајана па је у Великој Британији прихваћена тек у 18. вијеку. У Сјеверној Америци је прихваћена тек нешто прије Америчке револуције. Данас најраширенији облик виљушке је осмишљен средином 18. вијека у Њемачкој и широко је прихваћен почетком 19. вијека.

### Виљушка на српском двору
Постоје различите теорије о томе када су се почеле користити виљушке на српском двору. Заговорници теорије да су Срби користили виљушку међу првима у Европи тврде да је Стефан Немања приликом сусрета са Фридрихом Барбаросом у Нишу 1189. године, користио златну виљушку за јело, док је вођа Трећег крсташког рата јео рукама. Већина историчара одбацује ову причу као мит. Наиме, византијски историчари прилике на српском двору за вријеме Немањиног унука Уроша I описују као врло скромне. Виљушка је на српски двор вјероватно стигла током великог територијалног проширења српске државе за вријеме Душана Силног када се за јело користио златни прибор.